# Liste de grands voyageurs médiévaux
Cet article présente une liste non exhaustive de voyageurs médiévaux, classés par ordre alphabétique de leur prénom. Le terme de "grand" voyageur est à comprendre au sens géographique : cette liste concerne les voyageurs à l'échelle internationale, voire intercontinentale.

## A
- Ascelin de Lombardie

## B
- Benjamin de Tudèle (XIIe siècle), a exploré le Moyen-Orient.
- Saint Brendan, nauigatio sancti brendani[1]

## G
- Guillaume de Rubrouck, XIIIe siècle

## I
- Ibrahim ibn Ya'qub

## J
- Jean de Plan Carpin

## L
- Leif Erikson (fin Xe siècle-début XIe siècle)

## M
- Marco Polo

## O
- Odoric de Pordenone (v. 1286-1331) fait un voyage en Orient jusqu'en Chine où il séjourne 3 ans.

## R
- Ibn Rustah (Perse, Xe siècle), a exploré la Russie et l'Arabie.